# أندريه أغيوس
أندريه أغيوس (بالإنجليزية: Andrei Agius)‏ (12 أغسطس 1986 في مالطا - ) هو لاعب كرة قدم مالطي في مركز الدفاع. شارك مع منتخب مالطا تحت 21 سنة لكرة القدم ومنتخب مالطا لكرة القدم. أما مع النوادي، فقد لعب مع سلايما واندريرز ونادي بيركيركارا ونادي ساليرنيتانا ونادي مسينا ونادي هيبرنيانز ونادي زيمون وAS Melfi ‏ وASD Nuova Igea Virtus ‏ ولاتينا كالتشيو وASD Cassino Calcio 1924 ‏ وASD Martina Calcio 1947 ‏ وUSD Atletico Catania ‏ ونادي أبريليا راسينغ كلوب ‏ وسسارة توريس ‏.

## وصلات خارجية
- اندريه اغيوس على موقع الاتحاد الدولي (مؤرشف)  (الإنجليزية)
- اندريه اغيوس على موقع الاتحاد الأوربي (الإنجليزية)
- اندريه اغيوس على موقع قاعدة بيانات كرة القدم.إي يو (الإنجليزية)
- اندريه اغيوس على موقع ناشيونال فوتبول تيمز (الإنجليزية)
- اندريه اغيوس على موقع Soccerway.com (الإنجليزية)
- اندريه اغيوس على موقع عالم كرة القدم.نت (الإنجليزية)